# Окрузи Будимпеште
Будимпешта, главни град Мађарске, има 23 округа (мађ. kerület), сваки са својом сопственом управом.

## Историја
Будимпешта је имала 10 округа након уједињења градова Пеште, Буде и Обуде 1873, поређаних по бројевима од I до X. Године 1930. настала су још 4 округа под бројевима од XI до XIV. Првог јануара 1950 Будимпешта је спојена са још 7 околних градова и 16 села и тиме се и број округа повећао на 22. Име „Округ IV“ је дат најсевернијем новоприкљученом граду Ујпешту, а остале нове терторије су организоване по бројевима XV - XXII. Границе старијих округа су мало промењене али је стари систем бројања још увек јасно видљив на мапи. Године 1994, једно од бивших села је напустило двадесети оруг и тако је формиран нови 23 дистрикт.

## Списак округа
| Округ                  | Становништво (1. јануар 2012) | Површина (km2) | Густина (/km2) | Оснивање |
| ---------------------- | ----------------------------- | -------------- | -------------- | -------- |
| x                      | 0                             | 0              | 0              | x        |
| Будимпешта I округ     | 24 528                        | 3,41           | 7 193          | 1873.    |
| Будимпешта II округ    | 88 011                        | 36,34          | 2 422          | 1873.    |
| Будимпешта III округ   | 123 889                       | 39,70          | 3 121          | 1873.    |
| Будимпешта IV округ    | 99 050                        | 18,82          | 5 263          | 1950.    |
| Будимпешта V округ     | 27 342                        | 2,59           | 10 557         | 1873.    |
| Будимпешта VI округ    | 43 377                        | 2,38           | 18 226         | 1873.    |
| Будимпешта VII округ   | 64 767                        | 2,09           | 30 989         | 1873.    |
| Будимпешта VIII округ  | 85 173                        | 6,85           | 12 434         | 1873.    |
| Будимпешта IX округ    | 63 697                        | 12,53          | 5 084          | 1873.    |
| Будимпешта X округ     | 81 475                        | 32,49          | 2 508          | 1873.    |
| Будимпешта XI округ    | 145 510                       | 33,49          | 4 345          | 1934.    |
| Будимпешта XII округ   | 55 776                        | 26,68          | 2 091          | 1940.    |
| Будимпешта XIII округ  | 118 320                       | 13,44          | 8 804          | 1938.    |
| Будимпешта XIV округ   | 123 786                       | 18,13          | 6 828          | 1935.    |
| Будимпешта XV округ    | 79 779                        | 26,94          | 2 961          | 1950.    |
| Будимпешта XVI округ   | 68 235                        | 33,51          | 2 036          | 1950.    |
| Будимпешта XVII округ  | 78 537                        | 54,82          | 1 433          | 1950.    |
| Будимпешта XVIII округ | 94 663                        | 38,60          | 2 452          | 1950.    |
| Будимпешта XIX округ   | 62 210                        | 9,38           | 6 632          | 1950.    |
| Будимпешта XX округ    | 63 887                        | 12,18          | 5 245          | 1950.    |
| Будимпешта XXI округ   | 76 976                        | 25,75          | 2 989          | 1950.    |
| Будимпешта XXII округ  | 51 071                        | 34,25          | 1 491          | 1950.    |
| Будимпешта XXIII округ | 19 982                        | 40,77          | 490            | 1994.    |
| Укупно                 | 1 740 041                     | 525,13         | 3 314          | —        |

## Распоред округа
Први округ је мало подручје у централном Будиму (западни део), у њему се налази и историјска тврђава. Други округ је такође у Будиму на северозападу док је III дистрикт најсевернији део Будима.
Да би се стигло до четвртог округа мора се прећи у Пешту такође на северну страну. Пети округ се налази у самом центру Пеште. Окрузи
VI, VII, VIII и IX га делимично окружују према истоку, идући један за другим према југу.
Десети округ је такође у Пешти. Да би се дошло до једанаестог и дванаестог округа мора се опет отићи у Будим према северу. Овим окрузима се завршавају они кји се налазе у Будиму. Надаље у Пешти су XIII, XIV, XV, XVI, XVII, XVIII, XIX и XX округ(најспољашњији део града) идућу у полукруг према југу.
Округ XXI је продужетак се налази између два слива Дунава и северни је део дугог острва Чепел. Округ XXI се наставља на претходни југозападно према Будиму. Последњи XXIII округ је на крајњем северу Пеште, не настављајући се на претходне зато што је двадесетрећи дистрикт био део XX округа до средине деведесетих.